# Рабка-Здруй
Ра́бка-Здруй (до 1999 року Рабка, пол. Rabka-Zdrój) — місто в південній Польщі, на річці Рабі. Належить до Новоторзького повіту Малопольського воєводства.

## Демографія
Демографічна структура станом на 31 березня 2011 року:
|          | Загалом | Допрацездатний вік | Працездатний вік | Постпрацездатний вік |
| -------- | ------- | ------------------ | ---------------- | -------------------- |
| Чоловіки | 6277    | 1280               | 4219             | 778                  |
| Жінки    | 7001    | 1241               | 3956             | 1804                 |
| Разом    | 13278   | 2521               | 8175             | 2582                 |